# Hrabstwo Knott

Piramida wieku hrabstwa

Hrabstwo Knott – hrabstwo w USA, w stanie Kentucky. Według danych z 2010 roku, hrabstwo zamieszkiwało 16346 osób. Siedzibą hrabstwa jest Hindman.

## Miasta
- Hindman
- Pippa Passes